# Gozpel
Gozpel (bürgerlich Justus Ninnemann; * 1989 in Berlin-Steglitz) ist ein deutscher Rapper, der vor allem durch seine Teilnahmen bei Rap am Mittwoch Bekanntheit erlangte.

## Leben
Ninnemann wuchs in der deutschen Hauptstadt nahe dem Hermann-Ehlers-Platz auf. Er hörte in seiner Freizeit englischsprachige sowie vorwiegend deutsche Hip-Hop-Musik unter anderem von Kool Savas, K.I.Z und Die Sekte. Neben vielen guten Leistungen und einem hohen Beliebtheitsgrad in der Schule sammelte er dort seine ersten Live-Erfahrungen auf internen Veranstaltungen mit Beatbox-Begleitung als Schüler der Mittelstufe. Nach einem gelungenen Abschluss begann er mit dem Studium der Biochemie, behielt das Rappen allerdings als Freizeitbeschäftigung bei.
Der Beginn seiner Musikerkarriere ist durch den Einstieg in die Hip-Hop-Crew Tenthclassic 2011 gekennzeichnet, ab Dezember 2013 gefolgt von zahlreichen Auftritten bei der Cypher von Rap am Mittwoch und der Teilnahme bei ihren Battlerap-Turnieren, wodurch er erste Fans für sich gewinnen konnte und szeneinterne Bekanntheit erlangte. Im November 2014 veröffentlichte er im Alter von 24 Jahren sein Debütalbum Sympathoz über das Label Defenda Records (Universal Music).
Unter seinem bürgerlichen Namen betreibt er zusammen mit Nico Schindler und İlkan Ateş den Podcast „Das Kek Versteck“.

## Stil
Sein Stil orientiert sich an künstlerischen Grenzüberschreitungen, mit denen er zum ersten Mal in Kontakt kam, als er Kool Savas’ Lied Das Urteil im Radio hörte. Es rief bei ihm die Frage hervor, ob es nicht zu weit geht, jemanden öffentlich so dermaßen rücksichtslos bloßzustellen. Außerdem rappt er gerne mit einer charmanten Melange aus Leichtfüßigkeit und Ironie und setzt Humor und Ernsthaftigkeit nicht selten widersprüchlich ein.

## Diskografie
- 2014: Sympathoz
- 2020: Drang